# Spilosoma robleti
Spilosoma robleti är en fjärilsart som beskrevs av Paul Mabille 1893. Spilosoma robleti ingår i släktet Spilosoma och familjen björnspinnare. Inga underarter finns listade i Catalogue of Life.